# Salvador (motocicleta)

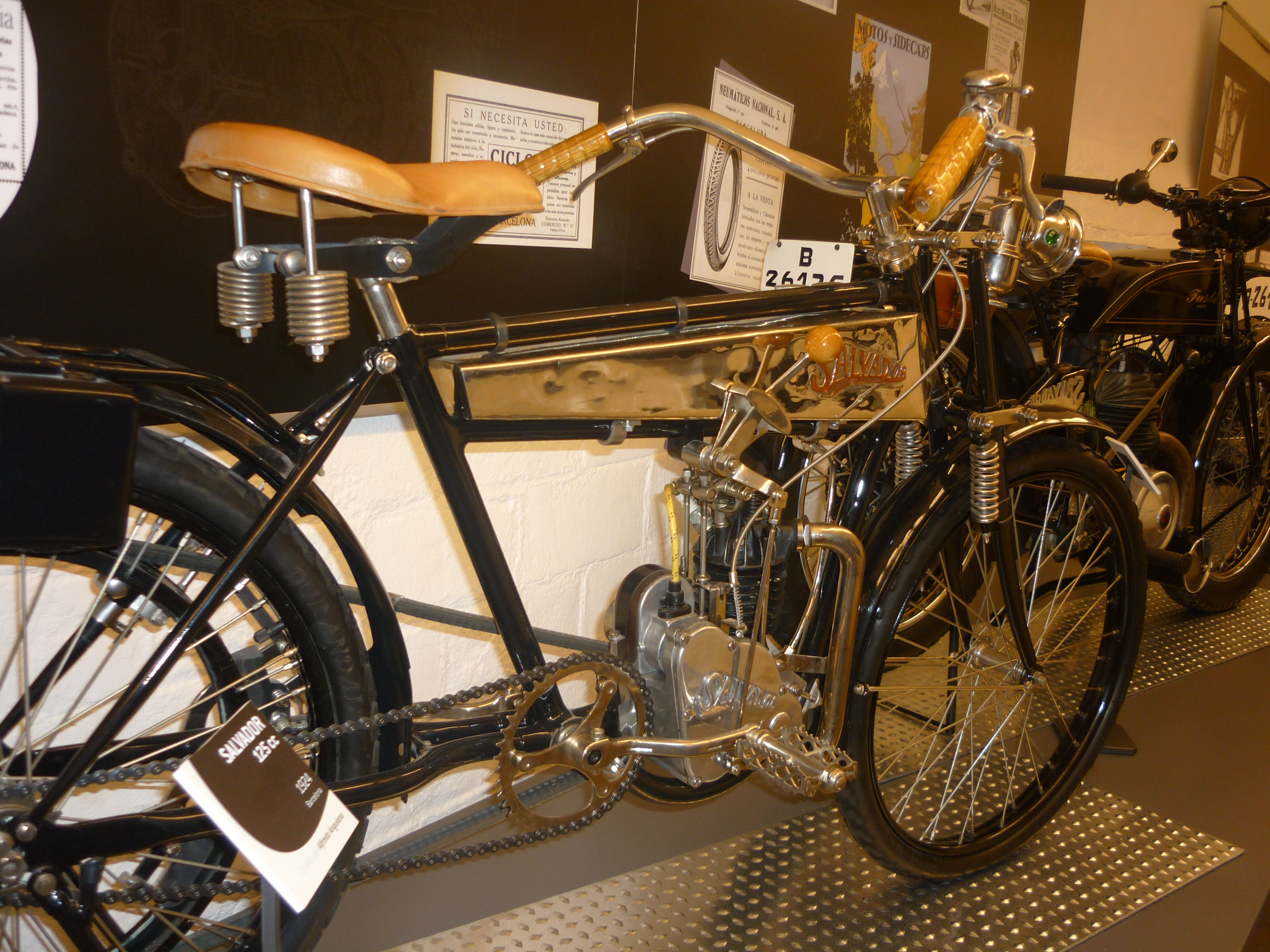
Una Salvador 125cc de 1924

Salvador fou una marca catalana de motocicletes, fabricades a Barcelona entre 1923 i 1930 per Industrias Salvador, una coneguda empresa fabricant de llandes i rodes per a automoció. Fundada per Salvador Grau, l'empresa tenia inicialment la seu al número 72 del carrer Rogent i més tard es traslladà al número 527 del carrer Provença de Barcelona.
Les motos Salvador abastaven una gamma que anava de les monocilíndriques de 125 fins a les bicilíndriques de 350 cc, amb motors de dos temps i quatre temps propis i aliens (Train, Moser i MAG). La producció total n'ha estat quantificada en unes 200 unitats.

## Autocicle (1922)
El 1922, Salvador va escometre el projecte de construir un autocicle, però poc després de presentar-lo en va cessar la producció i es va centrar en la seva activitat tradicional, tot reprenent la producció de llandes i rodes i endegant la de motocicletes. L'autocicle Salvador, equipat amb un motor MAG de 2 cilindres en V, era un cotxe simple però ben construït, amb una suspensió anterior independent de doble ballesta transversal, similar a la dels David, i transmissió per cardan. Tot i no tenir una activitat esportiva significativa, el mateix 1922 un Salvador participà en la Pujada als Brucs i el 1923, un altre va participar en la prova per equips del RMCC.